# ピーター・オークレー
ピーター・オークレー（Peter Oakley, 1927年8月20日 - 2014年3月23日）は、動画共有サイトYouTube上でgeriatric1927というユーザーネームを用いて人気を得ている、イングランド在住の年金生活者。
2006年8月のYouTube初登場以来、"Telling it all"（全てを語る）と題された5分から10分程の自叙伝のシリーズもの動画の投稿で、YouTubeコミュニティの幅広い層ですぐさま人気を得ることになり、ウェブ2.0世代の先導者のひとりとして、大々的に報道された。
動画の自叙伝的な語りの中で、彼は第二次世界大戦でレーダー技師として勤め上げたこと、長年オートバイを愛好してきたこと、現在は妻に先立たれ、イングランドに一人きりで年金受給者として暮らしていることなどを明らかにしている。
彼の思いがけない彗星のような登場は、国際的な報道諸機関やオンライン上のニュースサイト、ブログなどで広く報道され、これに伴いYouTube自体の知名度も上昇する結果になった。長期間に渡りインタビュー、写真撮影、身元照会の試みなどの注文を含むマスコミの誘いを断ってきたオークレーだが（彼が形式ばらず、自分の流儀で付き合えるYouTubeコミュニティとの会話だけを望んでいたからだ。）、遂にBBCの番組『ザ・マネー・プログラム』用に初のインタビューを受け入れ、これは2007年2月16日にBBC2で放送された。
2006年半ばまでに、geriatric1927はYouTubeで最もチャンネル登録されるユーザーとなった。彼の登場からこの座に落ち着くまで、たった一週間足らずだった。1年ほど前にサイトが立ち上げられて以来の常連ユーザーたち（その中にはこの時期NBCと契約にまで至ったブルック・ブローダック〔Brookers〕もいる）とわずかの間に取って代わった訳で、この点は注目に値する。
オークレーは2006年11月25日の時点で3万人もの登録者数を得て、2007年4月6日にはこれが4万人を超えた。また、オークレーはYouTubeで登録者数が25,000人に達した初めてのユーザーとしての記録も保持している。2006年から2014年の間に434の動画を投稿し、内容は幼少期の記憶からグーグル・アカウントを設置する方法など多岐にわたる。現在最多視聴予約の順では全体で9番目であり、「ディレクター」〔YouTubeの投稿者向けの制度のひとつ〕としては最多視聴予約のから8番目の位置にいる。2009年、オークレーは「Geriatric1927Blues」という音楽専用のチャンネルも新たに設置した。
オークレーはその後、治療ができないほど進行した癌と診断された。2014年2月12日に最後の動画を投稿し、その1か月後、2014年3月23日の朝、86歳で亡くなった。

## 『全てを語る』
オークレーは自己紹介の動画"first try"（2007年5月の時点で250万以上閲覧されてきた）の後で、自叙伝のシリーズ"Telling it all"の製作を始め、これは非常に成功した。彼はほとんど一夜にしてインターネット・セレブリティーの地位に押しやられ、BBCやITVの朝番組『GMTV』など数々のニュースメディア上で言及されることになった。一方、そのユーザーネーム（geriatric1927）のせいで、彼がある種の Webサイトへ呼び込むための架空の人物ではないかという憶測を引き起こした。オークレーは"Telling it all"の第7回でこれらのサイトとの関係を否定して、自分は雇われの身ではないし、動画について管理や口出しをされてはいないと語った。
このシリーズでオークレーは、彼の人生に起きた主要な出来事と節目について述べている。
- 成長期は第二次世界大戦の真っ只中であり、ドイツ空軍に爆撃された街で思春期を過ごした。[11]
- 1930年代はイングランド地方の初等、中等教育制度の中で育ち、14歳を過ぎた頃には継続教育機関への選抜という運のいい（彼にはそう思えた）待遇を受けた。この時代に育った者の特典といえたのだが、知性が備わっていると思われる子供は別扱いにされたのだ。
- 英国軍へ徴兵されると、レーダー技術者として配属され、再び彼は幸運な選抜を受けたと感じた。上官が彼の素質を見出した結果、決まったことだった。この任務のおかげで彼は戦闘に関わらずに済み、（彼が感謝せずにはいられないことに）「戦場の悲惨」の目撃者とならずにいながら、それでもやはり必要不可欠な戦時の仕事に就くことができたのだった。
- 一般市民の生活に戻れるようになってからは、レーダー技術者の仕事から永久に離れることになった。
- イングランドのレスターで高等教育を受けていた時期に、彼は将来の妻と出会った。またこの時期からオートバイにも情熱を傾け始めた。
- 彼はレスターで環境衛生管理士として勤務していた。

## 一般からの反響
オークレー の動画は一般から、大抵は積極的な反応を受けてきた。人々はこんな具合の返事を寄こした。「あなたが僕のお爺ちゃんであったらよかったのに」、また「あなたのお話は面白くて気持ちが豊かになってくるんです。がんばって続けてください！」　否定的なものや失礼なものは大抵はYouTubeコミュニティから非難の的となってきた。オークレーは彼の世代にしてはコンピュータに明るく、またインターネットを使い個人で動画キャスティングを行うという、若者の間でさえ相当に新しい流行りを実行しているために、「この世で一番クールな年寄り」などと呼ばれてきた。彼はまた、温かみのある「我が家のおじいちゃん」的なスタイルの話し振りで称えられており、多くの閲覧者が彼の話でさわやかな気分になると語っている。
彼の動画は全ていまやキャッチフレーズとなった一言で始まる。「ハロー、ユーチューバーズ…」　または「グッド・イブニング、ユーチューバーズ…」　そしてどの動画の終りでも、視聴者に感謝をこめて、柔らかな声で言う。「グッドバイ」
オークレーは、『ヤフー！　カレント・バズ』Yahoo! Current Buzz〔インターネット上で検索された動画のランキング番組〕で採り上げられた。この回のタイトルは「引退して、接続して（Retired and Wired）」だった。

## 世界中からの注目
2006年8月17日、オークレーはシリーズの最新の"Telling it all 7"と題された一遍をアップロードした。
ここで彼は、過去数日間に渡って各メディアから受けてきた多大な注目に対して声明を述べるためだった。シリーズの以前のものとは違って"Telling it all 7"は人生の逸話を語るものではなく、自身が集めたマスコミの関心についてにのみ焦点を絞っている。彼は、この関心は自分が欲しがったものでも得ようとして引き寄せたものでもないと述べた。この動画では伝えられているある噂についても示唆している。誰かが私利のために、これまで作られた動画をオークレー に無断で製品化しようというのだ。この回ではまた、彼がユーザーネーム（geriatric1927）と同じ名を使っているいくつかのウェブサイトに雇われているという憶測について、全くの間違いと説明されている。
"Telling it all 7"で、彼は広告会社、電信会社、またインタビューを求める新聞社から多くの申し出を受けたことを明らかにしている。しかしオークレーはそのどれにも興味はなく、仲間とみなしているYouTubeの視聴者たちに語りかけることだけを好んでいるという。

## 「不承不承のお別れ」
2006年8月22日、オークレーは"Telling it all ｐａｒｔ 11"と題された動画をアップロードしたが、この冒頭の画面には「不承不承のお別れ」という字幕が付けられていた。それまでの10本の動画とは違い、オークレーはこの11回目には姿を見せることはない。代わりに彼が作り上げた動画に毎回登場してきた黒いオフィス用の椅子が空のまま、静止画で映し出される。ここでは音声のみが作りこまれていた。オークレーが言うには「近い将来かなり忙しくなる」見込みなので、これ以上YouTubeに投稿する動画を作り続けられなくだろうということだった。しかしこの突然の別れの挨拶では、具体的な理由は示されなかった。オークレーは生涯のごく早い時期に、心臓発作を起こした経験があったという。彼が言うには「…年寄りたちにはいつも心臓発作の心配がある。それでも、ああ、私たちは切り抜けている…自分用の錠剤を飲めば、一巻の終りは免れる。」　しかし自分は、投稿を続けるにもすぐに疲労するようになってきているし、一休みする時期だと思う、ということだった。締めくくりでは彼に忠実な視聴者たちに向けて、今後もサイトに立ち寄るだろうし、動画を見てたくさんのコメントやメッセージにも目を通す、それに彼への動画・レスポンスも視聴すると請合った。終りはいつもの文句で「グッドバイ」、そして背景音楽にポップソング「ザ・グレート・プリテンダー（偉大な偽善者）」が流され、続いて画面上を字幕のメッセージが上昇していく。「どうか解ってください。どんなウェブサイト（実在していようと掲示されているだけのものであろうと）も私のものではなく、私が賛同しているものでもないのです。」　不承不承の別れ方だったが、しかしこの後、オークレーは"Telling it all ｐａｒｔ 12"を投稿して復帰した。そこで彼はYouTubeのファンたちに手短に挨拶して、今後もサイトにとどまり、寄せられる前向きなコメント全てには目を通していくと告げた。また彼のファンの提言に従って、これからも動画を作り続けるつもりだと語った。

## YouTubeへの復帰
オークレーは2006年8月30日に"Telling it all ｐａｒｔ 13"を投稿した。
この第13編では、第二次世界大戦での経験について言及し、いまだサイレンの音を聞く度に気力が萎え、恐怖心を覚えることを語った。これが当時、空襲警報に使われていたからだった。
"Telling it all ｐａｒｔ 14 Part2"で、彼はメディアから注目を受けることに触れ、再度、自己宣伝は全くしたくないし、単に自分の最愛のファンたち、つまり"YouTubers"のために動画を作っていたいと述べた。彼はもっと多くの動画を作り続けていくつもりだと語った。
"Telling it all ｐａｒｔ 15"と"16"では、自身の生涯について、より踏み込んで語った。また特に"16"では、全てのファンたちと彼らの助力に感謝を述べている。
2007年6月1日時点、geriatric1927の仮名のもと、オークレーはYouTube上に74本の動画を投稿している。

## 与えた影響
オークレーのYouTubeでの成功は、他の大勢の老人たちに影響を与えた。彼らの持つ莫大な人生経験を共有する機会を持とうと、サイト上に動画・ブログの投稿が始められた。オークレーの影響を受けたこれらユーザーの中で特に注目すべき人に、第二次大戦の兵役経験者、マーティン・ハリス（1920年生）がいる。彼はMHarris1920の名で動画・ブログの投稿を始めたが、2006年10月に亡くなった。ハリスはYouTubeユーザーたちより大量の感謝の言葉を受けた。
その後、彼の未亡人が〔同じアカウントを使って〕ブログを引き継いでいる。
〔原文ではここでgeriatric1927が投稿した全動画のリストが掲載されているが、割愛する〕

## メディアへの登場
2007年2月16日、オークレーはTV番組『ザ・マネー・プログラム』の特別編『カミング・トゥ・ユア・スクリーン：DIY TV』でテレビ上に初めて顔を見せた。これはBBC製作によるものだったが、偶然にもこの放送局が設立されたのは彼の生まれ年と同じ1927年だった。収録は遡って2006年の秋に行われていた。
オークレーはまたBBC・ワールド・サービスでラジオ・インタビューを受けてもいる。
2007年3月14日、オークレーは「シルバー・サーフィング」〔高齢者がウェブを使うこと〕を採り上げたいくつかのテレビ番組に出演したと視聴者に告げている。
オークレーはまた、BBCのドキュメンタリー番組に、年金生活者によるグループ「ザ・ジマーズ」The Zimmersの一員となるよう出演を乞われて参加した。このグループはドキュメンタリー作家のティム・サミュエルズが呼び集めて結成されたものだ。彼らは番組で、現代の英国に生きる年老いた人々の苦しい境遇に光を当てる目的で、ザ・フーのロック・クラシック『マイ・ジェネレーション』を歌うのである。シングル盤は2007年5月にリリースされたが、収益はエイジ・コンサーンAge Concern〔老人の窮状解消と権利拡大を専門に活動する、400を超える慈善団体からなる連盟〕に寄付されることになっている。